# ماریو پاشالیچ
ماریو پاشالیچ (کرواتی: Mario Pašalić؛ زادهٔ ۹ فوریهٔ ۱۹۹۵) بازیکن فوتبال اهل کرواسی است که برای باشگاه آتالانتا بازی می‌کند. 
از باشگاه‌هایی که در آن بازی کرده‌است می‌توان به هایدوک اسپلیت، چلسی، الچه، موناکو، میلان و اسپارتاک مسکو اشاره کرد.
وی همچنین در تیم ملی فوتبال کرواسی بازی کرده‌است.